# Aromia bungii
L'Aromia bungii (Faldermann, 1835) è un coleottero appartenente alla famiglia Cerambycidae, di origine cinese. Fu descritto per la prima volta nel 1835 da Franz Faldermann

## Descrizione
L'Aromia bungii è un parassita xilofeo che infesta principalmente gli alberi del genere Prunus (in particolare l'albicocco e il susino) nel suo areale nativo, ma sono state segnalate infezioni anche di pioppi e ulivi. Il coleottero attacca sia alberi sani che alberi colpiti da altri parassiti. Le larve si schiudono dopo circa 10 giorni e poi scavano una galleria nel floema e talvolta raggiungono anche il duramen, creando ampi corridoi fino a 12 mm di diametro, lasciando residui dalle perforazioni.
Gli adulti sono lunghi da 22 a 38 mm. L'intero ciclo di vita può variare da 2 a 4 anni a seconda delle condizioni ambientali.

## Distribuzione e habitat
L'areale nativo dell'Aromia bungii si trova nell'Asia orientale; il coleottero si trova nelle aree subartiche e subtropicali della Cina, dell'Estremo Oriente russo, della Mongolia, della penisola coreana e del Vietnam settentrionale. Aromia bungii è stata segnalata anche in Germania, Italia e Giappone.